# Живий ліс (настільна гра)
Живий ліс (англ. Living Forest) — настільна гра 2021 року, створена Аске Крістіансеном та видана Ludonaute. Це гра з механіками декбілдингу та розміщення плиток. Гравці повинні врятувати лісові дерева від вигаданої істоти Онібі. Після випуску Living Forest отримала позитивні відгуки та здобула нагороди, включаючи Kennerspiel des Jahres 2022 року та As d'Or. В Україні гра локалізована видавництвом Games7Days.

## Ігровий процес
Гравці виступають в ролі Духів Природи, які захищають дерева від спалювання Онібі. Кожен хід поділяється на три фази: фазу охоронців тварин, фазу дій та атаки Онібі. У фазі охоронців гравці тягнуть карти охоронців тварин, щоб створити лінії допомоги, використовуючи механіку ризику. Фаза дій поділяється на дії, які гравці можуть виконати залежно від символів на їхніх лініях допомоги, включаючи отримання фрагментів плиток, залучення тварин-охоронців, гасіння пожежі, переміщення по колу Духів або висадку захисних дерев. Однак сила дій варіюється залежно від символів на картах охоронців. Наприклад, гравці можуть гасити пожежі лише ті, для яких у них є відповідні символи вогню. Після фази дій гравці отримують штрафні карти у своє скидання, одне дерево піддається атаці, і карти охоронців тварин змінюються. Перемогу здобуває гравець, який досягне одного з ігрових порогів: посадить 12 дерев, загасить 12 пожеж або збере 12 символів квіток.

## Відгуки
Living Forest отримала позитивні відгуки. Метт Троуер з GamesRadar відзначив залучення, реіграбельність, якість компонентів та динамічність, а також поєднання механік декбілдингу, ризику та розміщення плиток. Проте, він критикував масштабованість гри, особливо через нестачу дій для двох гравців, незбалансовані умови перемоги та складність, заявивши, що гра «трохи легковажна для хобі-гравців, які шукають серйозніші настільні ігри», але також мала «забагато додаткових деталей для масового успіху».
Чад Вілкінсон із Tabletop Gaming рекомендував гру, високо оцінивши суміш механік, реіграбельність, взаємодію між гравцями та якість компонентів, але розкритикував час налаштування гри.
Гра здобула кілька нагород, включаючи Kennerspiel des Jahres 2022 року. Журі відзначило взаємодію, залученість та реіграбельність, зазначивши, що «є три ключові фактори, які роблять Living Forest привабливою: захоплююча гонка до дванадцяти очок, ризикована гра, коли варто припинити відкривати карти, і високий рівень взаємодії з суперниками. Три різні умови перемоги особливо мотивують, забезпечуючи високий рівень реіграбельності та різну динаміку кожної нової партії». Living Forest також отримала нагороду As d'Or Insider 2022 року.